# لقمه‌ماهی سیاه کوتوله
لقمه‌ماهی سیاه کوتوله (نام علمی: Dasyatis parvonigra) نام یک گونه از تیره پوماهی است.